# Рекламный монитор
Рекламный монитор – устройство, предназначенное для трансляции рекламных видеоматериалов в помещении, в транспорте, или на улице по технологии Digital Signage.
Рекламный монитор получил распространение в России в 2004-2009 годах. Рекламные мониторы были размещены в супермаркетах, в салонах маршрутных такси и автобусов и у терминалов моментальной оплаты в крупных городах России, таких как Москва, Нижний Новгород, Казань, Екатеринбург, Уфа, Челябинск, Новосибирск, Самара, Омск, Санкт-Петербург, Саратов, Воронеж.
«Рекламный монитор» часто путают с простым, компьютерным монитором и телевизором. Однако существенно различаются - рекламный монитор практически не имеет настроек как в телевизоре, на нем практически нет кнопок, часто нет пульта управления в комплекте. Рекламные мониторы включаются автоматически при подаче питания, не требуя нажатия кнопки, и начинают отображение информации, поступающей с медиаблока (рекламного плеера). 
Контент как правило размещается на сменных флэш носителях или во встроенной памяти. Перезапись контента на встроенную память может осуществляться автоматически или вручную.

## Области применения
Подобное устройство можно установить в любом общественном месте. С его помощью появилась возможность оперативно визуально донести важную информацию до больших масс людей в общественном месте.
Самое широкое применение на данный момент рекламные мониторы нашли в общественном транспорте, что создало новый тип рекламы. Во многих городах были организованы рекламные агентства, специализирующиеся именно на этом типе рекламы.